# 金英哲
金 英哲（もしくは金 英徹、キム・ヨンチョル、朝鮮語: 김영철、1946年 - ）は、朝鮮民主主義人民共和国（北朝鮮）の政治家、軍人。朝鮮労働党中央委員会政治局員、朝鮮民主主義人民共和国国務委員会委員、最高人民会議常任委員会委員、党統一戦線部長。党中央委員会書記局書記（対南担当）、党中央委員会副委員長、党中央軍事委員会委員などを歴任した。確認されている最終軍歴は朝鮮人民軍偵察総局長兼軍副総参謀長、朝鮮人民軍における軍事称号（階級）は上将であった。 
大量破壊兵器開発や、天安沈没事件、延坪島砲撃事件、ソニー・ピクチャーズ・エンタテインメントへのハッキング事件などの国際テロリズムに関与しているとされ、アメリカ合衆国、欧州連合諸国、オーストラリア、大韓民国の世界31カ国から独自制裁を課されている。

## 略歴
両江道出身。万景台革命学院、金日成軍事総合大学を卒業。1962年より朝鮮人民軍15師団DMZ民警中隊で勤務し、人民軍少佐であった1968年にプエブロ号事件での軍事停戦委員会の連絡将校を務めた。1989年2月の人民武力部副局長就任以降、少将や中将の地位で対南（対韓国）業務を継続して担当し、南北将官級会談の北朝鮮側代表として活動した。
2009年に朝鮮民主主義人民共和国国防委員会政策室長となる。同年に上将に昇進し、党作戦部、党対外情報調査部、軍総参謀部偵察局が統合して発足した朝鮮人民軍偵察総局の初代総局長に就任する。2010年3月の天安沈没事件を主導した「強硬派」とされ、同年9月の第3回党代表者大会で党中央軍事委員会の委員に選出された。
2012年2月15日付で上将から大将に昇進したが、同年秋に行われた大規模検閲で中将に降格される。これについては、偵察総局内での旧党作戦部と旧軍偵察局間の勢力争いが原因とされている。
降格から3ヵ月後の2013年2月に大将への復帰が確認され、2012年12月の事実上の弾道ミサイル発射実験や2013年2月の3度目の核実験で、外交的な対北朝鮮包囲網が強まる中、3月5日に金英哲が朝鮮中央テレビで「休戦協定の白紙化」を宣言し、4月には各国の特命全権大使を呼び出し北朝鮮からの退避勧告を伝えるなどし、強行外交を主導した。
2014年3月に行われた第13期最高人民会議代議員選挙で代議員に再選された。
韓国国家情報院によると、2015年4月に大将から上将に降格された。
2015年8月4日、非武装中立地帯 (DMZ)に仕掛けられた地雷の爆発で韓国軍兵士2人が重傷を負う事件があった。この地雷埋設を主導した人物として疑われている。
2015年12月29日に死去した金養建の後を継いで対韓国政策を司る党中央委員会書記局書記（対南担当）、党統一戦線部長に就任したと見られた。2016年2月11日、朝鮮中央通信がラオスへ訪問する朝鮮労働党代表団の団長として金英哲を党中央委員会書記の肩書きで紹介し、党書記を務めていることが確定した。
また2016年5月に開催された朝鮮労働党第7次大会で党統一戦線部長に就任していたことも確定し、序列が18位になっていたことも確認された。同大会では党中央委員会政治局員と党中央軍事委員会委員、党中央委員会書記に代わって新設された党中央委員会副委員長に就任し、同大会終了時点で党内序列も12位に昇格したことが確認されている。
これに続いて、同年6月29日に開催された第13期最高人民会議第4回会議では、国防委員会に代わって新設された国務委員会の委員に選出された。しかし、韓国統一省によると高圧的態度などの理由により2016年8月中旬までの約1カ月間農場で革命化教育を受けたという。
2018年2月25日に韓国で行われた平昌オリンピック閉会式に北朝鮮代表団の一員として出席したが、天安沈没事件を主導した強硬派の来訪については韓国国内から遺族や保守系野党を中心に反発の声が上がった。
2018年3月25日に最高指導者就任後の初外遊で中華人民共和国を訪問した金正恩にその妻の李雪主夫人や同じ党副委員長の李洙墉、崔竜海らとともに同行した。
2018年4月27日、板門店の南北首脳会談に金与正とともに同行した。
2018年5月7日、中国の大連で習近平総書記と会談した金正恩朝鮮労働党委員長の訪中に同行した。
国際テロリズム容疑で米国への入国が禁止されていたが、特例によりチェ・ガンイル北米局副局長とともに5月30日に中国国際航空の航空機で空路ジョン・F・ケネディ国際空港より入国。ニューヨークでマイク・ポンペオアメリカ合衆国国務長官と夕食会などで協議を行った。北朝鮮要人の訪米は2000年の趙明禄国防委員会第一副委員長以来約18年ぶりとなった。翌日、ホワイトハウスの大統領執務室を訪れ、ドナルド・トランプ米大統領へ金正恩国務委員長の親書を手渡し、予定されている米朝首脳会談について討議した。
2018年6月、米朝首脳会談のためにシンガポールを訪問した金正恩に金与正や李洙墉らとともに同行した（2018年米朝首脳会談）。同年7月、首脳会談を受けてマイク・ポンペオ国務長官が訪朝した際にはカウンターパートとして対応し、強気の交渉を行ったと伝えられた。
2019年1月17日に訪米し、翌18日にポンペオ米国務長官と米朝首脳会談開催について協議を行った。アメリカ側は、同日、協議の結果を踏まえ2度目の首脳会談を開催することを発表した。2019年2月の米朝首脳会談は交渉が決裂し、同年3月10日に実施された最高人民会議代議員選挙の代議員名簿からは名前が消えていたと報じられ、交渉責任者として責任を追及され粛清されたのではないかとも推測された。しかし、最高人民会議第14期代議員選挙の当選者名簿には第306号選挙区（オッケ）と第378号選挙区（パンムン）に同じ名の記載があり、いずれかが米朝首脳会談に関わった金英哲とみられている。同年4月の最高人民会議では国務委員に再選されたほか、最高人民会議常任委員会委員にも選出された。しかし、2019年4月の露朝首脳会談に同行せず、統一戦線部長を解任されたことが明らかになった。
2019年5月31日の韓国『朝鮮日報』によると、北朝鮮情報筋は「労働党統一戦線部長を解任された金英哲党副委員長慈江道（ジャガンド）で革命化教育（強制労働および思想教育）中」と伝えた。しかし、6月2日夜に金正恩委員長らとともに芸術公演を鑑賞したことが、北朝鮮「朝鮮中央通信」などで報じられ、金英哲の粛清説は誤報であることが分かった。ただし、同時に銃殺されたと報じられた金革哲については、名簿に名前はなかった。
2021年1月5日から開催された朝鮮労働党第8次大会で中央委員会委員に再選され、1月10日に開催された党中央委員会第8期第1回総会で党中央委員会政治局委員、同委員会統一戦線部長に選出されたが、党中央委員会書記（旧党中央委員会副委員長）と党中央軍事委員から脱落した。

## 年譜
- 1989年2月 - 少将、人民武力部副局長、南北当局者会談予備接触北側代表（～1990年7月）
- 1990年9月 - 南北高位級会談代表（～1992年9月）
- 1992年3月 - 南北高位級会談軍事分科委員会北側委員長（～8月）
- 1992年5月 - 南北軍事共同委員会委員
- 2000年4月 - 南北首脳会談儀典警護実務接触首席代表
- 2006年3月 - 中将、南北将官級軍事会談北側代表（3〜7次、～2007年12月）
- 2009年 - 上将、朝鮮民主主義人民共和国国防委員会政策室長、朝鮮人民軍偵察総局長
- 2010年9月 - 朝鮮労働党中央軍事委員会委員
- 2012年2月15日 - 大将
- 2012年秋 - 中将に降格
- 2013年2月 - 大将に復帰
- 2015年4月 - 上将に降格
- 2016年1月 - 朝鮮労働党中央委員会書記局書記（～2016年5月）、同党統一戦線部長（～2019年4月）
- 2016年5月 - 朝鮮労働党中央委員会政治局員、同党中央委員会副委員長（～2021年1月）、同党中央軍事委員会委員（～2021年1月）
- 2016年6月 - 朝鮮民主主義人民共和国国務委員会委員
- 2019年4月 - 最高人民会議常任委員会委員
- 2021年1月 - 党統一戦線部長に再任

## 参考資料
- 清水惇『北朝鮮情報機関の全貌』光人社、2004年5月。ISBN 4-7698-1196-9。
- 清水惇『北朝鮮軍の全貌』光人社、2005年12月。ISBN 4-7698-1282-5。